# Dasia
Dasia – rodzaj jaszczurek z podrodziny Mabuyinae w rodzinie scynkowatych (Scincidae).

## Zasięg występowania
Rodzaj obejmuje gatunki występujące w Indiach, Mjanmie, Sri Lance, Tajlandii, Kambodży, Laosie, Wietnamie, na Filipinach, w Malezji, Singapurze i Indonezji.

## Systematyka

### Etymologia
Dasia: J.E. Gray nie wyjaśnił etymologii nazwy rodzajowej, najprawdopodobniej wymyślone słowo.

### Podział systematyczny
Do rodzaju należą następujące gatunki: 
- Dasia griffini Taylor, 1915
- Dasia grisea (Gray, 1845)
- Dasia haliana (Nevill, 1887)
- Dasia johnsinghi Harikrishnan, Vasudevan, de Silva, Deepak, Kar, Naniwadekar, Lalremruata, Prasoona & Aggarwal, 2012
- Dasia nicobarensis Biswas & Sanyal, 1977
- Dasia olivacea Gray, 1839
- Dasia semicincta (Peters, 1867)
- Dasia subcaerulea (Boulenger, 1891)
- Dasia vittata (Edeling, 1865)
- Dasia vyneri (Shelford, 1905)